# Paralaxita damajanti
Paralaxita damajanti is een vlindersoort uit de familie van de prachtvlinders (Riodinidae), onderfamilie Nemeobiinae.
Paralaxita damajanti werd in 1860 beschreven door C. & R. Felder.
De soort staat op de Rode Lijst van de IUCN als "niet bedreigd" (Least Concern). Paralaxita damajanti komt voor in Indonesië en Maleisië.